# 鳳閣寺
鳳閣寺（ほうかくじ）は、奈良県吉野郡黒滝村にある寺院で、真言宗鳳閣寺派の本山である。山号は百螺山。本尊は如意輪観音。

## 歴史
寺伝によれば、飛鳥時代の白鳳6年（678年）に天皇の命令によって役小角が開き、寛平7年（895年）に聖宝が中興したとされる。江戸時代の元禄13年（1700年）、醍醐寺三宝院に属して修験道当山派を支配する「諸国総袈裟頭」の寺として、明治5年（1872年）の修験道廃止令までおおいに栄えた。
第二次世界大戦後、昭和26年（1951年）に独立して一派を形成し真言宗鳳閣寺派の本山となった。

## 境内
黒滝村の中心部から北へ向かい、地蔵峠を越えた先の鳥住集落の東方、百貝岳（860メートル）の山腹に位置する。地理的には吉野山の南側に位置する。
境内には本堂の他、石柵、梵鐘、社務所がある。また稲荷神や地蔵菩薩などが祀られている。
聖宝の廟塔とされる宝塔は庫裏の裏より百貝岳に至る山道の途中にある（当寺より0.6km）。なお、庫裏の裏には宝塔のレプリカがある。

## 文化財

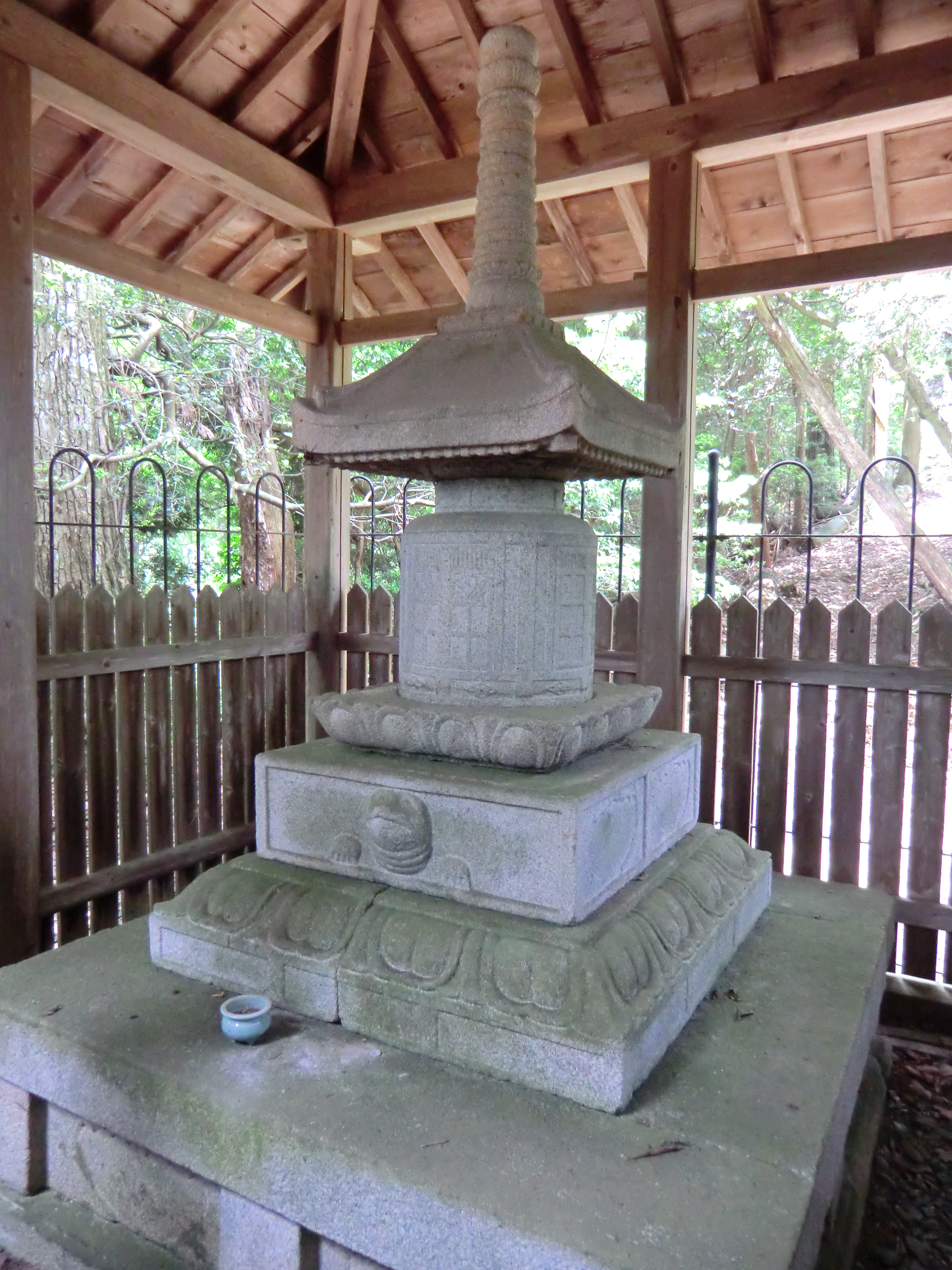
鳳閣寺廟塔

### 重要文化財（国指定）
- 鳳閣寺廟塔

百貝岳中腹に位置する鳳閣寺から200メートルほど登ったところに所在する。聖宝の廟塔と伝えられるが製作年期から聖宝の供養塔と思われる。総高は268.0センチメートルの石造で、台座格狭間刻銘より正平24年（1369年）に薩摩権守行長により作られたことがわかる。薩摩権守行長の作品は本廟塔の他は知られないが、鎌倉時代初期に来日した中国明州出身の石工のひとり伊行末の末裔と考えられている。廟塔は花崗岩製で塔身、受座、亀趺、台座からなり、亀趺は方座から亀の頭尾四足を出した珍しい形である。塔身部分の二重垂木、扉部など細部に至るまでこの時期の木製廟塔の特徴を精巧に模したもので、相輪から基礎の台座まで造立当初の姿をとどめており、当時の木製廟塔の遺例が少ない現在においては、当時の廟塔建築様式を知るうえでも貴重である。

### 黒滝村指定文化財
- 聖宝（理源大師）倚像

像高86.7センチメートル、桧材寄木造、彩色、山伏姿の聖宝像。頭に宝珠形頭襟、鈴懸、摺袴、結袈裟、脚半、高下駄姿で、左手に独鈷杵、右手に錫杖を持ち岩座に腰掛けた姿である。現存最古の聖宝像は醍醐寺開山堂に伝存しその穏やかな顔立ちは高僧としての聖宝の特徴をとらえるが、本像は修験道当山派の派祖としての性格が強く表れたもので、額に三条の皺を刻み正面を見据える顔つきは目元が明快で、醍醐寺の聖宝像とは明らかに異なる。像内には聖宝尊師像などの墨書きがあり天正15年（1587年）の年紀は本像の制作年と考えられる。
- 日蔵上人坐像

像高38.6センチメートル、桧一木造、玉眼、彩色、剃髪で法衣、釣り袈裟姿。両手は膝上で左掌を上に禅定印を組み、曲彔（椅子）の上に結跏趺坐し前に裳裾と両袖先を長く垂らす小さな僧形像。その姿が日蔵（道賢）の特色を現すというものではないがその名称は寺伝による。頭部や禅定印の手がとりわけ大きく造られ、躰部は後ろ側の腰や尻を省略したかのように造られた姿は初めから意図されたもので後世の改造ではない。室町時代後半の作と推定される。

## 行事
火渡り
7月には火渡りの厳修が行われる。法螺貝が鳴り響く中、修験者や信者たちが燃えたぎる火の上を歩き、無病息災を祈願する。

## 所在地
- 奈良県吉野郡黒滝村大字鳥住90

### アクセス
- 近鉄吉野線下市口駅からタクシーで約50分ほど。
- 地蔵峠から鳳閣寺までの舗装道路があるが、途中にある鳥住春日神社から鳳閣寺までの約200メートルは急峻なコンクリート道で、また直接、境内に乗り入れるため車を回す場所が狭い。車で来訪する場合、下の神社にある駐車場から徒歩で上がるのが良い。
- 金峯神社から山道で3.6kmほど。

## ギャラリー

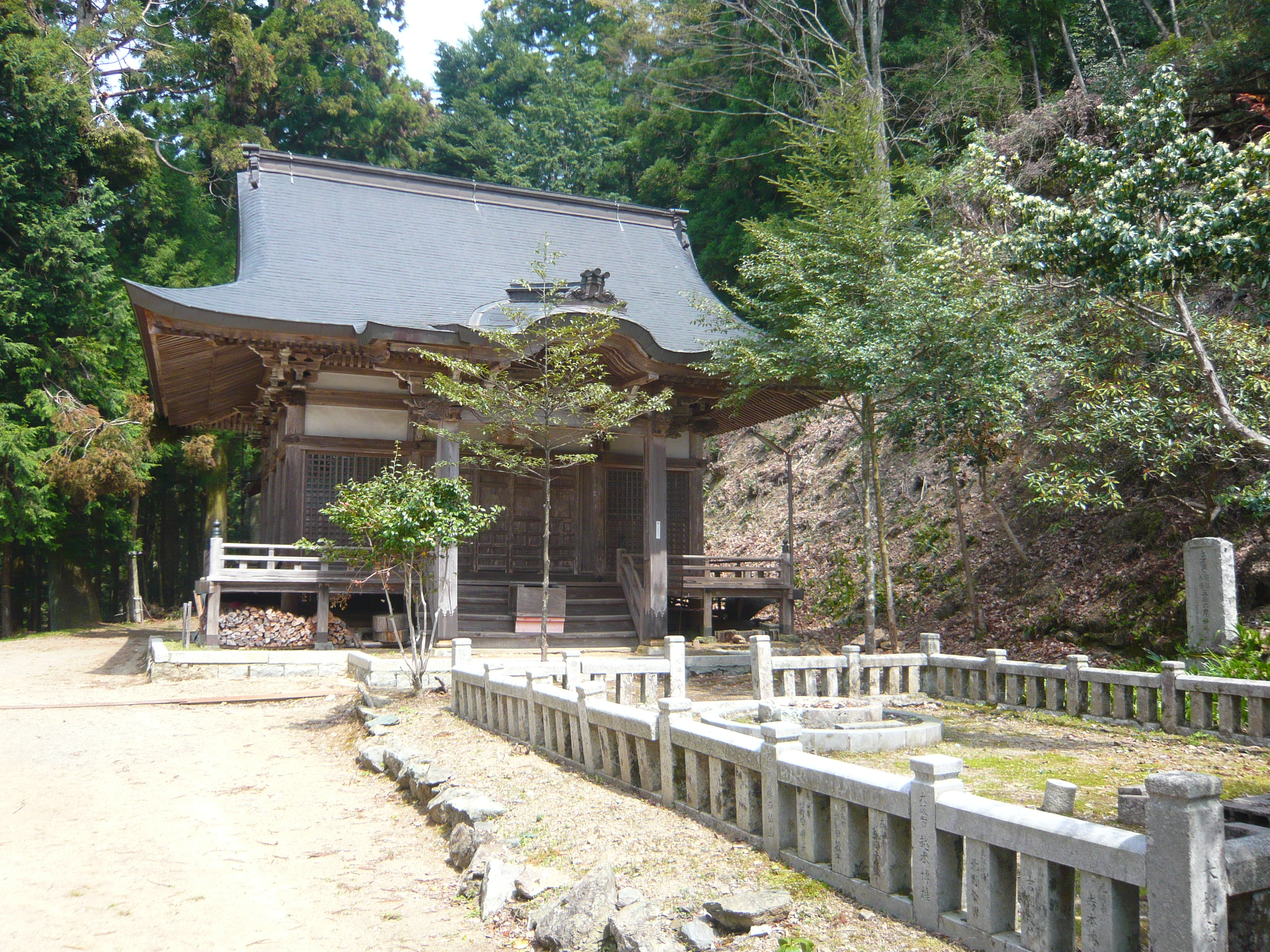
本堂
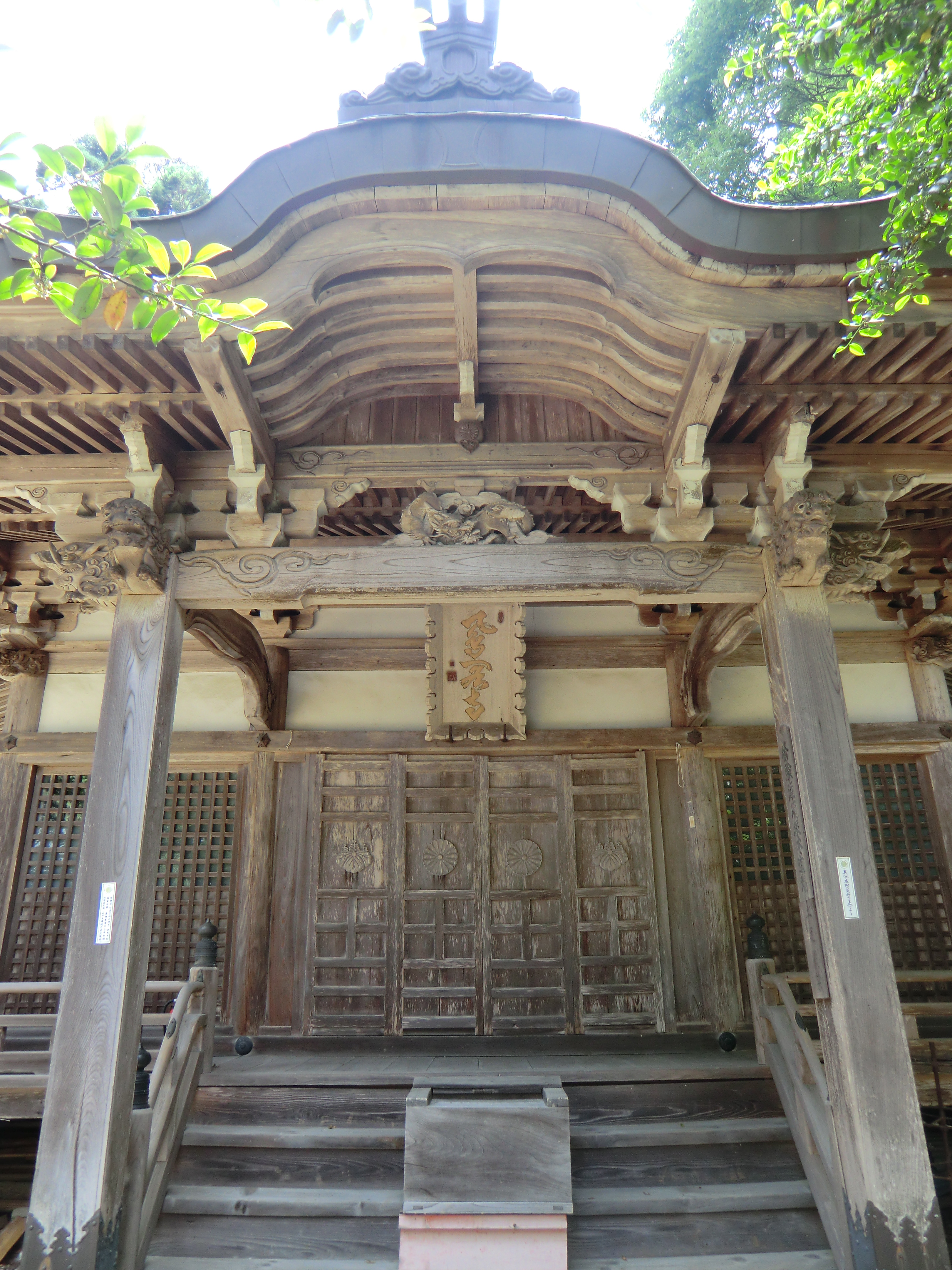
本堂
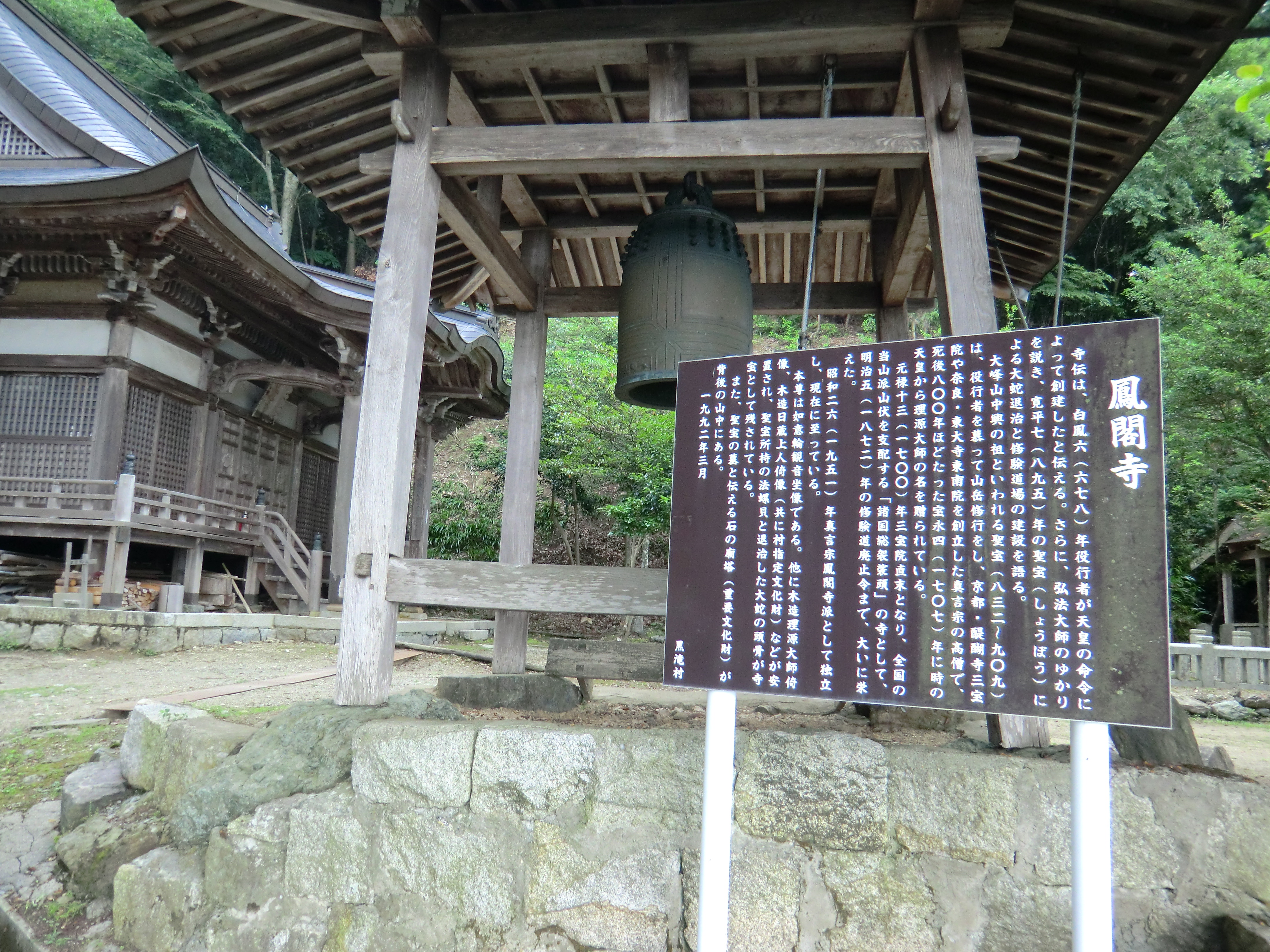
鐘楼
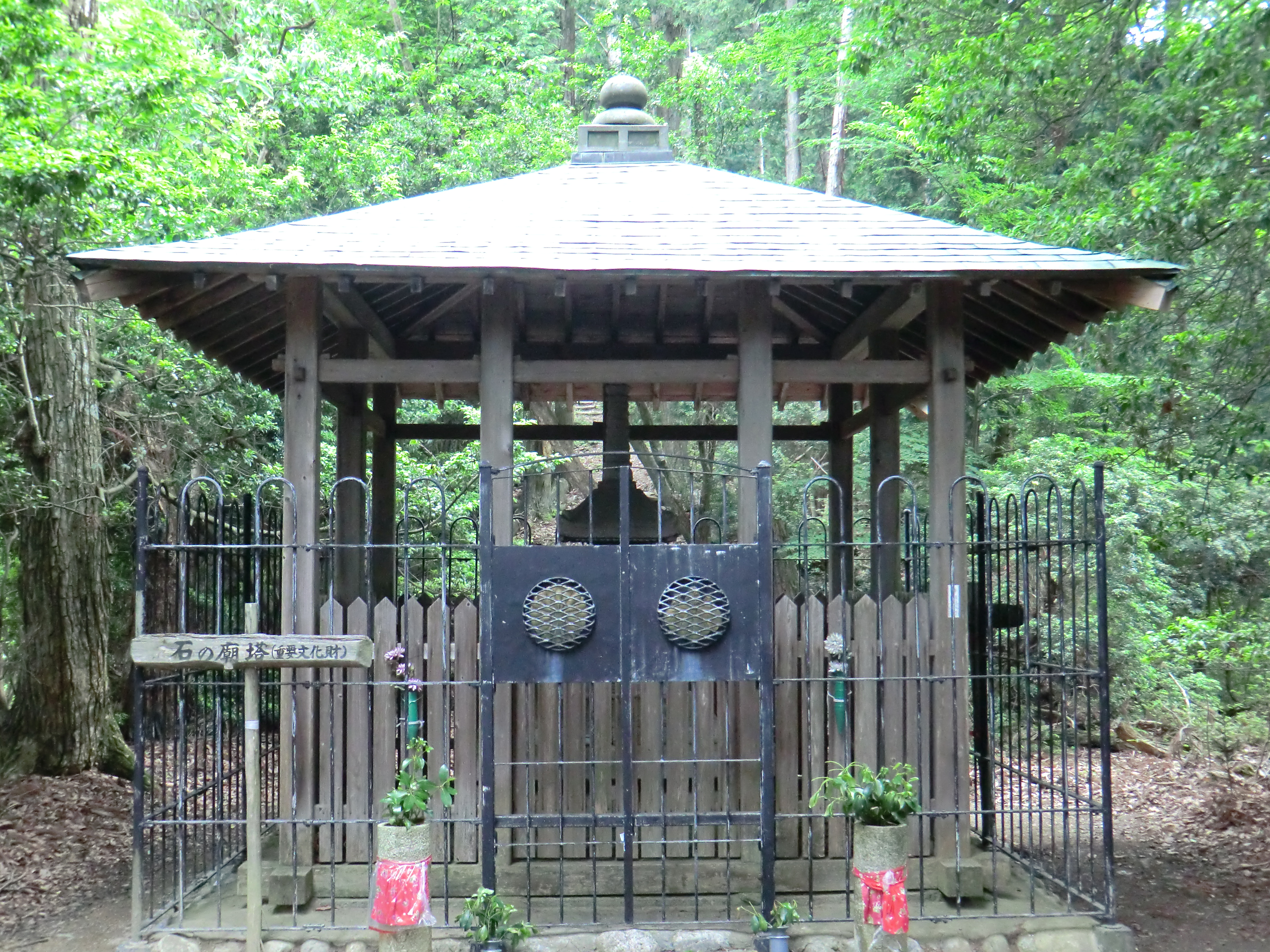
廟塔の覆屋